# Rudolf von Seydlitz-Kurzbach
Hans Rudolf Feodor Alexander von Seydlitz-Kurzbach (auch: von Seydlitz und Ludwigsdorf) (* 2. Juli 1812 in Pilgramshain im Kreis Striegau; † 11. Januar 1870 in Meran) war ein deutscher Rittergutsbesitzer und Hofbeamter.

## Leben
Rudolf von Seydlitz-Kurzbach wurde als Sohn des Landesältesten des Kreises Striegau Hans Rudolf Albrecht von Seydlitz auf Pilgramshain geboren. Nach dem Abitur am Gymnasium in Hirschberg studierte er an den Universitäten Heidelberg, Bonn und Berlin. 1834 wurde er Mitglied des Corps Borussia Bonn. Nach dem Studium übernahm er die Rittergüter Niederstruse und Schmachtenhain im Landkreis Neumarkt sowie den Familiensitz Pilgramshain. Er war Königlicher preußischer Kammerherr und Landesältester des Kreises Striegau.